# Canon de 36 livres
Un canon de 36 livres est un canon tirant des boulets de 36 livres, armant les plus gros vaisseaux de ligne français et les batteries côtières, du XVIIe siècle au milieu du XIXe siècle.
Le calibre de ce canon est exprimé à partir de la masse du boulet, 36 livres étant égal à 17,6 kilogrammes, ce qui correspond à un diamètre de 174,8 mm.

## Emploi

### Vaisseaux
Le canon de 36 livres est la pièce d'artillerie la plus grosse utilisée en mer sur les vaisseaux français, à l'exception notable du Royal Louis (1692-1723) dont la batterie basse portait 30 pièces de 48 livres.
Ces canons sont placés dans la batterie la plus basse pour des raisons de stabilité du navire, les autres ponts et les gaillards portant des canons plus légers (de 24, 18, 12, 8, 6 et 4 livres). Les Britanniques utilisent quant à eux en général des pièces de 32 livres comme plus gros calibre sur leurs vaisseaux.
Le canon de 36 livres équipe les batteries basses de tous les vaisseaux de 74 canons (28 canons de 36 livres chacun), de 80 canons (30 canons de 36 livres chacun), de 110 et de 118 canons (32 canons de 36 livres chacun).

### Batteries côtières
Les batteries côtières françaises sont parfois armées avec quelques canons de 48 voire 64 livres. Les très gros canons sont rares, essentiellement employés dans les batteries côtières : la Marine française ne dispose que de 4 canons de 48 livres en 1688, puis 23 de 64 livres et 33 de 48 livres en 1696, pour atteindre 30 canons de 64 livres et 38 de 48 livres en 1702.

### Évolution

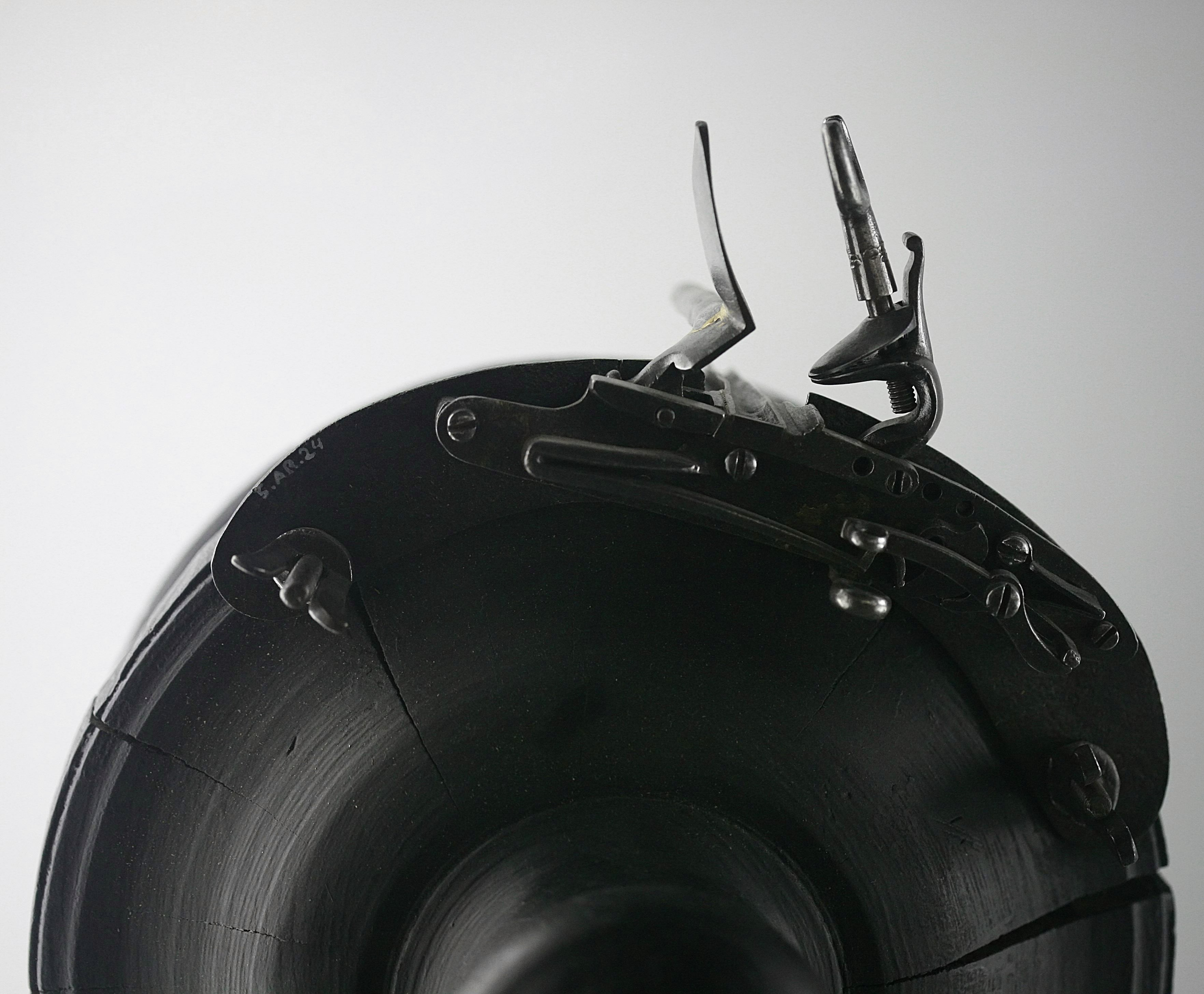
Platine à silex placée sur un canon.

L'usage des canons de 36 livres sur les vaisseaux français date du règne de Louis XIV, d'abord employés uniquement à bord des vaisseaux de premier rang : en 1676, seuls 64 de ces canons sont embarqués, tous coulés en bronze. Entre 1690 et 1692, le nombre de canons de 36 livres disponibles passe de 115 à 442 (dont 407 en bronze) car les nouveaux vaisseaux de premier rang sont bien plus nombreux et surtout deux fois plus grands ; un tel effort est atteint en refondant un grand nombre de canons de 12 livres. L'apogée est atteint en 1702, avec 860 canons de 36 livres (411 en bronze et 449 en fer).
Les besoins au début du règne de Louis XV sont plus réduits, en attendant le réarmement du milieu du XVIIIe siècle : 164 canons embarqués en 1718, 452 en 1741, 986 en 1756, 1 046 en 1777, 2 484 en 1786, désormais tous en fer.
La mise à feu du canon grâce à une platine à silex se généralise dans la Marine française pendant l'Empire. Le canon de 36 est remplacé, à partir de 1838, par celui de 30 livres, calibre désormais quasi unique comme armement principal des vaisseaux et frégates, que ce soit les versions canon long, canon court ou caronade.

## Caractéristiques

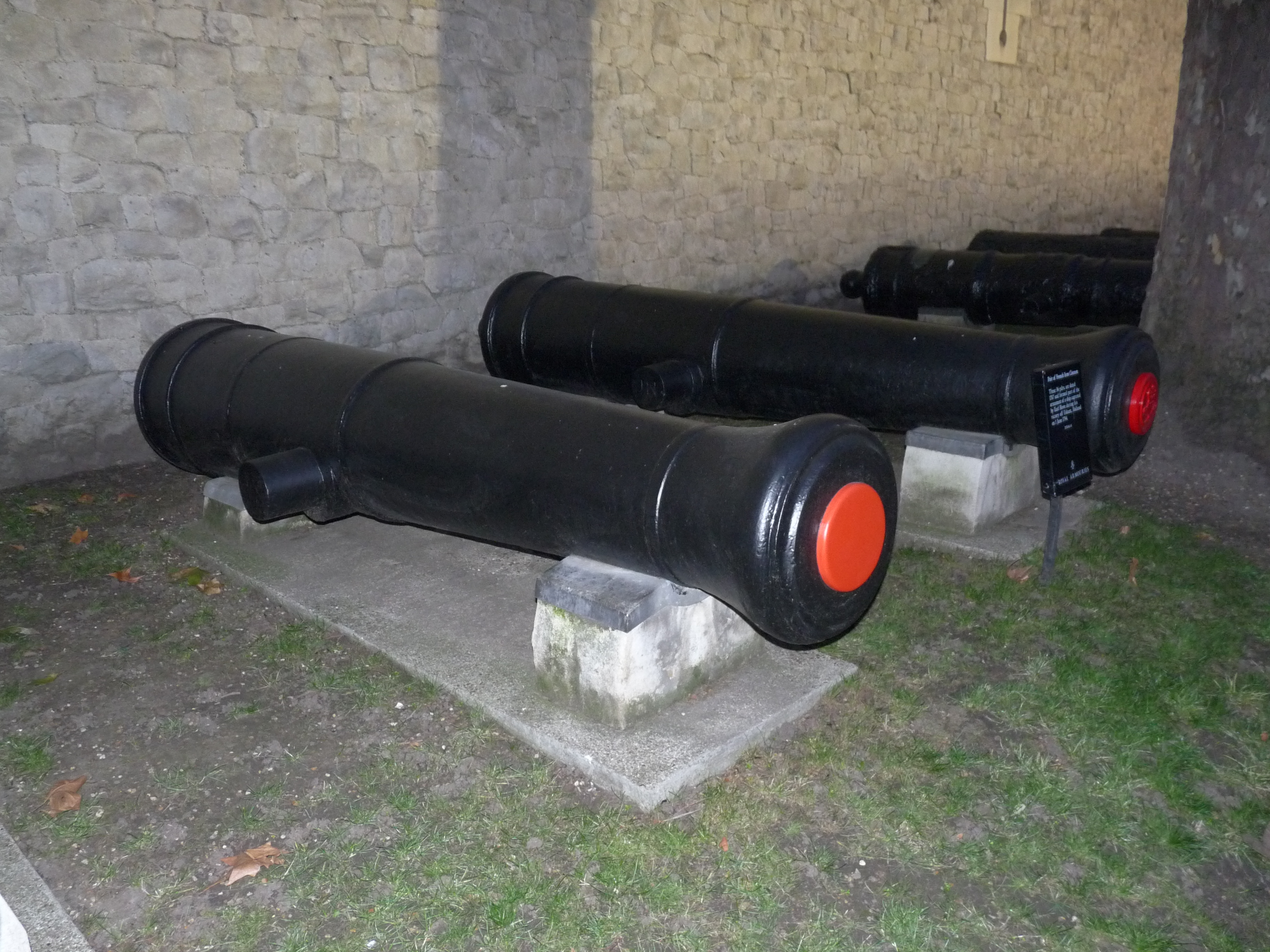
Canons de 36 français pris par les Britanniques en 1794 (lors du combat de Prairial) et exposés à la tour de Londres.

### Dimensions
Les dimensions d'un canon de 36 livres varient selon la nationalité et l'époque. Les mesures suivantes sont celles des canons de 36 livres français selon le règlement de 1786.
- Masse du canon : 7 450 livres (soit 3 250 kilogrammes)
- Masse de l'affût : 628 kilogrammes
- Circonférence des bragues : 8 pouces ¾ (236 millimètres)[5]
- Longueur du canon : 9 pieds ½ (3,08 mètres)
- Longueur du tube : 2,865 mètres
- Diamètre de l'âme : 5 pouces et 6 lignes (174,8 millimètres)[6]

### Projectiles
Les canons français sont approvisionnés pour tirer soit un boulet rond, soit un boulet à deux têtes, soit un paquet de mitraille. Le boulet rond de 36 fait 17,6 kilogrammes; chaque pièce dispose de soixante boulets, dont dix sont disposés dans des petits parcs juste à côté de leur canon, tandis que le reste est placé dans le puits aux boulets.
Le boulet à deux têtes est réalisé en fer forgé, il est de calibre inférieur à celui du canon (pour une pièce de 36 les servants utilisent un boulet de 24). Dix boulets à deux têtes sont fournis par canon.
Le paquet de mitraille (surnommé « grappes de raisin ») est composé de neuf biscaïens (des grosses balles en fer, de la taille d'un œuf) dans un plateau circulaire en fer, le tout entouré d'un sac. Quatre paquets sont placés à proximité de chaque canon.
La charge de poudre nécessaire pour tirer ces projectiles est conditionnée dans des gargousses (sacs) en serge de laine ou en parchemin. La gargousse pour canon de 36 contient douze livres de poudre (5,87 kg). En temps de guerre, théoriquement 18 gargousses sont prêtes à l'emploi, auxquelles se rajoute, en cas de besoin, un stock de 54 sacs et de barils à poudre (de 25, 50, 100 et 200 livres), soit un total de 72 gargousses par canon.

### Effets du projectile
- Vitesse initiale : 450 mètres par seconde
- Portée du but en blanc : 650 mètres
- Portée maximale : 3 700 mètres
- Énergie cinétique estimée : 1 782 000 joules[10]

Un boulet de 36 peut traverser la muraille de chêne d'un vaisseau (qui est au maximum de 80 cm, sans compter les couples), provoquant la projection d'éclats de bois dans toute la batterie, qui hachent l'équipage adverse. Avec une gargousse pleine, la pénétration est de 65 cm à 1 000 m de distance, de 90 cm à 600 mètres, d'un mètre à 400 m, de 1,2 m à 200 m et de 1,3 m à 100 m. Pour limiter la force de pénétration et produire un maximum d'éclats de bois, on peut « châtrer » les gargousses (ou les « saigner », c'est-à-dire réduire la quantité de poudre).

## Service

Système d'ouverture d'un sabord de vaisseau.

Schéma du chargement d'un canon :
1 : boulet bloqué par deux valets
2 : gargousse contenant la poudre
3 : lumière permettant la mise à feu.

### Servants
Un canon de 36 livres a besoin de quatorze hommes pour mettre en batterie ses quatre tonnes : un chef de pièce, douze servants et un mousse pourvoyeur (qui apporte les gargousses depuis la sainte barbe).

### Chargement et tir
Le premier servant de gauche introduit une gargousse remplie de poudre dans la gueule du canon (ordre « poudre dans le canon ») ; le premier servant de droite enfonce la gargousse au fond du canon grâce au refouloir (« refoulez ») ; le premier servant de gauche met un boulet de 36 livres dans la gueule du canon, puis rajoute un valet qui est une bourre faite de vieux cordages (« boulet et valet dans le canon ») ; le premier servant de droite refoule le valet et le boulet (« refoulez ») ; l'équipe de pièce met le canon en batterie en tirant sur les palans de côté (« en batterie » et « palanquez »).
Le chef de pièce perce la gargousse en enfonçant son dégorgeoir dans la lumière du canon (« dégorgez »), remplit la lumière de poudre fine contenue dans une corne qui va servir d'amorce, laissant une trainée de poudre à côté de la lumière (« amorcez ») ; le chef de pièce pointe son canon en hauteur avec l'aide des troisième et quatrième servants qui soulèvent la culasse grâce à la pince et à l'anspect pendant que le chef glisse dessous un coin de mire, ou changent l'azimut en agissant sur l'affût (« pointez »).
Les servants se positionnent pour parer les palans et la brague, afin d'empêcher le canon de revenir au sabord après son recul. Le dernier servant de gauche met le feu à l'amorce à côté de la lumière avec un boutefeu (« au boutefeu »). Le coup parti, le premier servant de droite cale une roulette avec la pince. Le premier servant de droite écouvillonne trois coups (en tournant) pour nettoyer l'âme du canon, pendant que le chef de pièce obture la lumière.